# Шипіцини (Спас-Талицьке сільське поселення)
Шипі́цини (рос. Шипицыны) — присілок у складі Орічівського району Кіровської області, Росія. Входить до складу Спас-Талицького сільського поселення.
Населення становить 3 особи (2010, 11 у 2002).
Національний склад станом на 2002 рік — росіяни 91 %.